# Flavius Syagrius
Ne doit pas être confondu avec Flavius Afranius Syagrius ou Syagrius.
Flavius Syagrius, mort vers 382, était un homme politique romain de la fin du IVe siècle. Il est désigné consul pour l'année 381. 

## Biographie
Flavius Syagrius commence sa carrière comme notaire en Gaule.En 369, il est chargé par l'empereur Valentinien Ier de transmettre l'ordre au duc Arator de s'emparer d'un site stratégique au-delà du Rhin pour y construire un fort. Syagrius est le seul survivant de cette expédition après une attaque menée par les Alamans.
Syagrius est maître des offices en 379 à la cour de l'empereur Gratien, puis préfet du prétoire d'Italie entre 380 et 382. Durant son office, il est nommé consul pour l'année 381 en même temps que Flavius Eucherius, l'oncle de l'empereur d'Orient Théodose Ier. Il correspond avec Ambroise de Milan et Symmaque. Ce dernier lui écrit pour s'excuser de ne pouvoir se rendre à l'inauguration de son consulat en raison de la mort récente de son frère.
Un préfet du prétoire d'Italie par intérim lui succède en 382, ce qui pourrait indiquer le décès de Syagrius cette année-là selon une hypothèse avancée par la Prosopographie de l'Empire romain tardif.